# Le Viol de Lucrèce
Pour les articles homonymes, voir Viol de Lucrèce.
Le Viol de Lucrèce est une pièce du dramaturge français André Obey, créée en 1931. Inspirée d'un épisode de l'histoire de Rome rapporté par Tite-Live, elle a servi de base à l'opéra de Benjamin Britten, The Rape of Lucretia (1946).